# Max Heß
Max Heß (Chemnitz, 13 de julio de 1996) es un deportista alemán que compite en atletismo, especialista en la prueba de triple salto.
Ganó una medalla de plata en el Campeonato Mundial de Atletismo en Pista Cubierta de 2016, una medalla de oro en el Campeonato Europeo de Atletismo de 2016 y cinco medallas en el Campeonato Europeo de Atletismo en Pista Cubierta entre los años 2017 y 2025.
Participó en tres Juegos Olímpicos de Verano, entre los años 2016 y 2024, ocupando el séptimo lugar en París 2024, en la prueba de salto triple.
Estudió Ingeniería Industrial en la Universidad Tecnológica de Chemnitz.

## Palmarés internacional
| Campeonato Mundial en Pista Cubierta | Campeonato Mundial en Pista Cubierta | Campeonato Mundial en Pista Cubierta | Campeonato Mundial en Pista Cubierta |
| Año                                  | Lugar                                | Medalla                              | Prueba                               |
| ------------------------------------ | ------------------------------------ | ------------------------------------ | ------------------------------------ |
| 2016                                 | Portland (Estados Unidos)            | Medalla de plata                     | Triple salto                         |
| Campeonato Europeo                   |                                      |                                      |                                      |
| Año                                  | Lugar                                | Medalla                              | Prueba                               |
| 2016                                 | Ámsterdam (Países Bajos)             | Medalla de oro                       | Triple salto                         |
| Campeonato Europeo en Pista Cubierta |                                      |                                      |                                      |
| Año                                  | Lugar                                | Medalla                              | Prueba                               |
| 2017                                 | Belgrado (Serbia)                    | Medalla de bronce                    | Triple salto                         |
| 2019                                 | Glasgow (Reino Unido)                | Medalla de bronce                    | Triple salto                         |
| 2021                                 | Toruń (Polonia)                      | Medalla de bronce                    | Triple salto                         |
| 2023                                 | Estambul (Turquía)                   | Medalla de bronce                    | Triple salto                         |
| 2025                                 | Apeldoorn (Países Bajos)             | Medalla de plata                     | Triple salto                         |